# Figure humaine
Figure humaine de Francis Poulenc est une cantate pour double chœur mixte composée en 1943 sur des textes de Paul Éluard, créée à Londres en anglais par la BBC en 1945, en français en 1946 à Bruxelles et en France le 22 mai 1947 à Paris. L'œuvre est éditée par Salabert. Consacrée comme le sommet de l'œuvre du compositeur et un véritable chef-d'œuvre par les critiques musicaux, la cantate est un hymne à la Liberté, victorieuse sur la tyrannie.

## Genèse

### Rencontre avec Paul Éluard
La rencontre de Francis Poulenc avec Paul Éluard date de 1916 ou 1917 pendant la Première Guerre mondiale, à la librairie parisienne de son amie Adrienne Monnier. Après sa rencontre avec l'écrivain vers 1919, le compositeur Georges Auric suggère à Poulenc de mettre en musique des textes d'Éluard. Paul Éluard est le seul surréaliste qui tolère la musique et le musicologue Peter Jost recense les œuvres de Georges Auric et Francis Poulenc composées sur ses textes : 6 pour Auric et 34 pour Poulenc augmentées de trois œuvres chorales dont Figure humaine.
Les poèmes de la cantate comptent parmi les plus célèbres d'Éluard. Ils expriment la « souffrance du peuple de France » réduit au silence et l'espoir du « triomphe final de la liberté sur la tyrannie ».

### Composition de la cantate

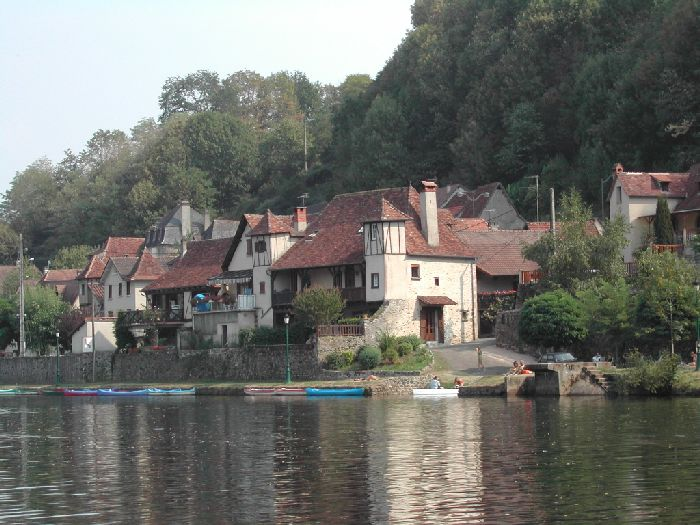
Le village de Beaulieu-sur-Dordogne où est écrite la cantate

La Seconde Guerre mondiale est une période charnière dans la vie du compositeur. Dans les Entretiens avec Claude Rostand, il précise « Quelques privilégiés, dont j'étais, avions le réconfort de recevoir au courrier du matin, de merveilleux poèmes dactylographiés, en bas desquels, sous des noms d'emprunt, nous devinions la signature de Paul Éluard. C'est ainsi que j'ai reçu la plupart des poèmes de Poésie et Vérité 42 ». Poulenc loue un petit deux pièces à Beaulieu-sur-Dordogne et se met à la composition d'un concerto pour violon à la demande de Ginette Neveu mais abandonne rapidement ce travail.
Une hypothèse avancée par Renaud Machart fait état de la genèse de cette cantate. Il suggère qu'une pièce sur le poème Liberté d'Éluard lui aurait été commandée en mars 1943 par le directeur de Les Discophiles Français, Henri Screpel, en parallèle d'une autre commande d'une œuvre pour chœur par Louis de Vocht et la chorale Sainte-Cécile d'Anvers.
La composition de la cantate s'achève à la fin de l'été 1943. La correspondance de Poulenc avec son amie intime Geneviève Sienkiewicz évoque le processus d'écriture de Figure humaine. Retiré à Beaulieu, il écrit à son amie en août 1943 : « Je travaille à une cantate a cappella sur des poèmes d'Éluard. (…) J'ai déjà fait les 3/4 de ce cycle et n'en suis pas mécontent ». Il évoque l'appartement triste où il réside à Beaulieu avec une vue sur le clocher et précise « C'est en le contemplant, solide et si français, que j'ai conçu la musique de Liberté », qui clôt la cantate. L'éditeur Paul Rouart accepte de publier l'œuvre malgré l'Occupation et l'expédie à Londres, ce qui permet sa création par la BBC dès 1945. La formation requise complique son exécution, mais dans ses Entretiens avec Claude Rostand, Poulenc déclare souhaiter que cet « acte de la foi puisse s'exprimer sans le secours instrumental, par le seul truchement de la voix humaine ».
Poulenc dédie la cantate à Pablo Picasso, dont il « admire l'œuvre et la vie ».

### Création
La cantate Figure humaine est créée en anglais par la BBC le 25 mars 1945, puis à Bruxelles (Belgique) en français le 2 décembre 1946 par les Chœurs de la radiodiffusion flamande sous la direction de Paul Collaer. La création française a lieu au concert de la Pléiade à Paris le 22 mai 1947.

### Réception et postérité
Selon le biographe Henri Hell, c'est dans le domaine choral que Francis Poulenc écrit ses œuvres les plus accomplies, tendant davantage aux œuvres a cappella qu'aux pièces accompagnées et qualifie Figure humaine d'une des œuvres les plus marquantes de la musique chorale contemporaine, « merveilleusement polyphonique, d'une texture sonore riche et complexe ». Toutefois, la composition du double chœur rend difficile son exécution, et l'œuvre n'est reprise que le 27 mai 1959 à la salle Gaveau à Paris pour les 60 ans du compositeur. La cantate est considérée par certains comme le chef-d'œuvre absolu du compositeur. Dans une lettre du 28 octobre 1943 adressée à son amie la Princesse de Polignac, Poulenc confie « Je crois que c'est ce que j'ai fait de mieux. C'est en tout cas une œuvre capitale pour moi si elle ne l'est pas pour la musique française ».

## Structure et analyse
La cantate est écrite pour double chœur mixte et douze parties réelles et se découpe en huit chants :
1. De tous les printemps du monde
2. En chantant, les servantes s'élancent
3. Aussi bas que le silence
4. Toi ma patiente
5. Riant du ciel et des planètes
6. Le jour m'étonne et la nuit me fait peur
7. La menace sous le ciel rouge
8. Liberté

### De tous les printemps du monde
Ce premier chant est d'une durée d'exécution de 2 minutes 40. Il développe un final qui possède des réminiscences de Sécheresses.
De tous les printemps du monde

Celui-ci est le plus laid

Entre toutes mes façons d’être

La confiante est la meilleure

L’herbe soulève la neige

Comme la pierre d’un tombeau

Moi je dors dans la tempête

Et je m’éveille les yeux clairs

Le lent le petit temps s’achève

Où toute rue devait passer

Par mes plus intimes retraites

Pour que je rencontre quelqu’un

Je n’entends pas parler les monstres

Je les connais ils ont tout dit

Je ne vois que les beaux visages

Les bons visages sûrs d’eux-mêmes

Sûrs de ruiner bientôt leurs maîtres.

### En chantant, les servantes s'élancent
Ce second chant est d'une durée d'exécution de 2 minutes environ. D'une écriture quasi instrumentale, notamment dans la répétition des notes chantées « la, la, la », il est écrit à la manière d'un Scherzo et présente un rythme plus prononcé que les autres chants, plus mélodiques et harmoniques.
En chantant les servantes s’élancent

Pour rafraîchir la place où l’on tuait

Petites filles en poudre vite agenouillées

Leurs mains aux soupiraux de la fraîcheur

Sont bleues comme une expérience

Un grand matin joyeux

Faites face à leurs mains les morts

Faites face à leurs yeux liquides

C’est la toilette des éphémères

La dernière toilette de la vie

Les pierres descendent disparaissent

Dans l’eau vaste essentielle

La dernière toilette des heures

À peine un souvenir ému

Aux puits taris de la vertu

Aux longues absences encombrantes

Et l’on s’abandonne à la chair très tendre

Aux prestiges de la faiblesse.

### Aussi bas que le silence
Ce troisième chant est d'une durée d'exécution d'environ 1 minute 40 secondes.
Aussi bas que le silence

D’un mort planté dans la terre

Rien que ténèbres en tête

Aussi monotone et sourd

Que l’automne dans la mare

Couverte de honte mate

Le poison veuf de sa fleur

Et de ses bêtes dorées

Crache sa nuit sur les hommes.

### Toi ma patiente
Ce quatrième chant est d'une durée d'exécution de 2 minutes. Si la cantate conjugue les émotions, regret, douleur, violence, tristesse, c'est la tendresse qui se dégage de Toi ma patiente pour le premier chœur solo. Il existe une ressemblance harmonique de ce chant avec Une barque sur l'océan des Miroirs de Maurice Ravel.
Toi ma patiente ma patience ma parente

Gorge haut suspendue orgue de la nuit lente

Révérence cachant tous les ciels dans sa grâce

Prépare à la vengeance un lit d’où je naîtrai.

### Riant du ciel et des planètes
Ce cinquième chant est d'une durée d'exécution d'une minute. Il consiste en une triple répétition du court poème de Paul Éluard dans une rengaine confiée aux sopranos, ce qui contribue à rendre l'aspect ironique et moqueur du texte.
Riant du ciel et des planètes

La bouche imbibée de confiance

Les sages

Veulent des fils

Et des fils de leurs fils

Jusqu’à périr d’usure

Le temps ne pèse que des fous

L’abîme est seul à verdoyer

Et les sages sont ridicules.

### Le jour m'étonne et la nuit me fait peur
Ce sixième chant est d'une durée d'exécution de 2 minutes. La tendresse qui émane du quatrième chant Toi ma patiente se révèle de nouveau dans cet épisode. Le deuxième chœur solo entonne une « mélodie d'une douceur triste et déchirante », accompagnée d'un murmure par les autres voix du chœur. Considéré par Renaud Machart comme le plus émouvant passage de la cantate, ce chant est une mélodie s'épanchant « sur une harmonie d'une splendide simplicité ».
Le jour m’étonne et la nuit me fait peur

L’été me hante et l’hiver me poursuit

Un animal sur la neige a posé

Ses pattes sur le sable ou dans la boue.

Ses pattes nues plus loin que mes pas

Sur une piste où la mort

A les empreintes de la vie.

### La menace sous le ciel rouge
Ce septième chant est d'une durée d'exécution de 3 minutes. « Emporté et rude », cet épisode début par une fugue entamée par le pupitre des altos du premier chœur, puis repris l'ensemble par les deux chœurs jusqu'à aboutir aux mots « La pourriture avait du cœur ». Le mouvement cède le pas pour revenir au tempo initial où les deux chœurs chantent ensemble, d'abord pianissimo, puis crescendo jusqu'au final d'une « ampleur magnifique ». Un long silence introduit la huitième et dernière partie de la cantate, Liberté.
La menace sous le ciel rouge

Venait d’en bas des mâchoires

Des écailles des anneaux

D’une chaîne glissante et lourde

La vie était distribuée

Largement pour que la mort

Prît au sérieux le tribut

Qu’on lui payait sans compter

La mort était le Dieu d’amour

Et les vainqueurs dans un baiser

S’évanouissaient sur leurs victimes

La pourriture avait du cœur

Et pourtant sous le ciel rouge

Sous les appétits de sang

Sous la famine lugubre

La caverne se ferma

La terre utile effaça

Les tombes creusées d’avance

Les enfants n’eurent plus peur

Des profondeurs maternelles

Et la bêtise et la démence

Et la bassesse firent place

À des hommes frères des hommes

Ne luttant plus contre la vie

À des hommes indestructibles.

### Liberté

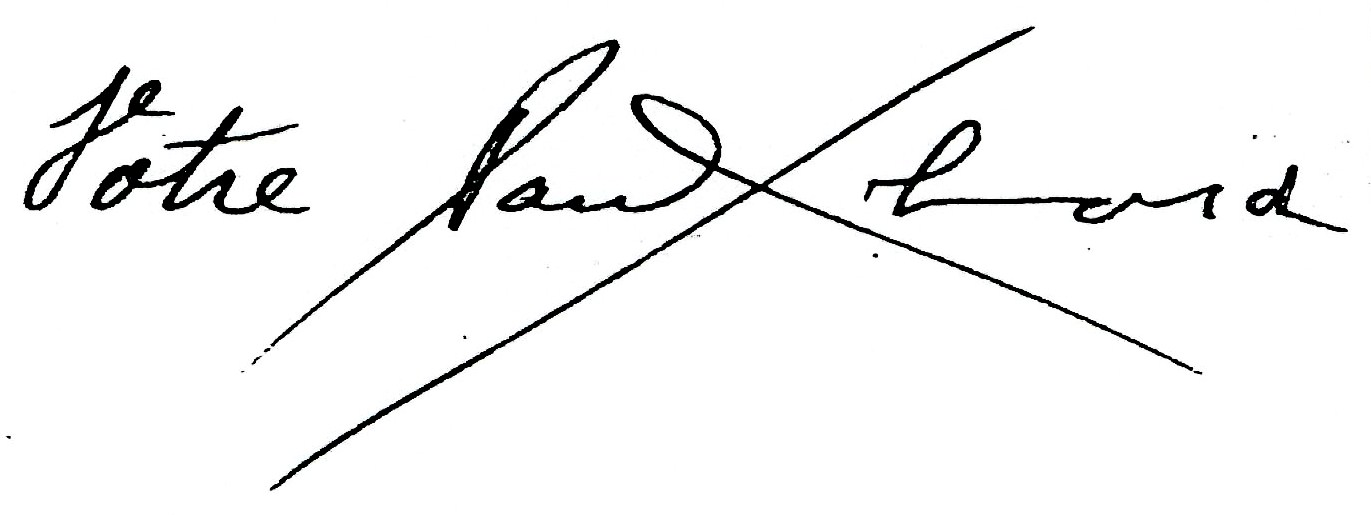
La signature de Paul Éluard, auteur de Liberté, poème tiré de Poésie et Vérité

Ce huitième et dernier chant est d'une durée d'exécution de 4 minutes 30 environ. Véritable hymne à la liberté, ou selon Henri Hell des « litanies de la Liberté », ce chant est basé sur le poème Liberté d'Éluard qui comporte 21 strophes de quatre vers construites sur le modèle du premier :
Sur mes cahiers d'écolier

    Sur mon pupitre et les arbres

    Sur le sable sur la neige

    J'écris ton nom
— Paul Éluard, Poésie et Vérité
Ce n'est qu'après la dernière strophe que le mot Liberté éclate, comme pour mieux le souligner. Les émotions transparaissent dans chacune des strophes, douceur, tendresse, tristesse, force et violence, en passant de « l'un à l'autre avec une souplesse invisible ».
Texte : voir Liberté

### Discographie sélective
- Uppsala Akademiska Kammarkör, Dan-Olof Stenlund (dir), premier enregistrement de l'œuvre[H 8] ;
- Poulenc: Figure humaine, The Sixteen, Harry Christophers (dir.), Virgin Classics (1990)
- Poulenc: Musique chorale séculière, Nederlands Kamerkoor, Eric Ericson (dir.), Globe (2000)
- Poulenc: Figure humaine, Accentus, Laurence Equilbey (dir.), Naive (2001)
- Poulenc: Figure Humaine, Quatre petites prières de Saint François d'Assise, RIAS Kammerchor, Daniel Reuss (dir.), Harmonia Mundi (2005)
- Poulenc: Figure humaine, Tenebrae, Nigel Short (dir.), Signum Classics (2010)
- Fauré: Requiem / Poulenc: Figure humaine / Debussy: Trois chansons, Ensemble Aedes, Les Siècles, Mathieu Romano (dir.), Aparté (2019)

### Sources
- Henri Hell, Francis Poulenc, op. cit.

1. 1 2 3  p. 183
2. 1 2  p. 182
3. 1 2 3  p. 186
4. ↑  p. 115
5. ↑  p. 181
6. 1 2 3 4  p. 184
7. ↑  p. 185
8. ↑  p. 13

- Renaud Machart, Poulenc, op. cit.

1. 1 2 3  p. 139
2. ↑  p. 138
3. 1 2 3 4  p. 140
4. ↑  p. 110

- Josiane Mas (dir), Centenaire Georges Auric : Francis Poulenc, op. cit.

1. ↑  p. 122
2. ↑  p. 123
3. ↑  p. 121
4. ↑  Lettre datée d’août 1943, Beaulieu, p. 252
5. ↑  Lettre datée d’août 1945, p. 254

- Francis Poulenc, Journal de mes mélodies, op. cit.

1. ↑  p. 95